# 広島メタル&マシナリー
株式会社広島メタル&マシナリー（ひろしまメタルアンドマシナリー）は東京都新宿区に本社、広島県呉市に製造拠点を置く金属製品および産業用機械メーカーである。

## 主な製品
造船や製造業向けの鋳鋼・特殊鋼製品、鎖、錨（アンカー）の製造を行う。ケムテック事業部では遠心分離機やナノテクノロジー分散機器等の製造も手掛ける。

## 製造拠点
- 本社 - 〒160-0022 東京都新宿区新宿1丁目8番1号　大橋御苑駅ビル2階 アクセスマップ » TEL 03-5363-0581／FAX 03-5363-0583
- 大阪 - 〒531-0072　大阪府大阪市北区豊崎3丁目20番9号　三栄ビル8F アクセスマップ » TEL 06-4300-5877／FAX 06-4300-5876
- 広製作所 - 〒737-0144　広島県呉市広白岳1丁目2番43号 アクセスマップ » TEL 0823-71-1131／FAX 0823-74-2053

## 沿革
1935年に、呉市阿賀に奥原工作所として創業。1943年に寿工業に社名を改めた。戦後となり寿工業株式会社は1951年9月26日に設立され、
1956年には国有地払い下げにより旧広海軍工廠跡に広製作所を開設し、鋳物製造、機械加工等を開始した（後の株式会社寿メタルテックの前身）。
1970年代にはスイス、ドイツの機械メーカーと相次いでロータリーフィルターや遠心分離機といった化学系機械のライセンス契約を通じて製造、販売を開始し、その後自社開発を進めて行った（後の寿ケムテック株式会社の前身）
1982年に旧住友金属と共同出資による特殊鋼半製品である「ブルーム」を製造、販売する株式会社寿スチールを子会社として設立し、主として旧住友金属小倉製鉄所への供給を開始した。しかしながら、その後鉄鋼業再編等により旧住友金属との関係が薄れ、日本国内外の特殊鋼メーカー、鍛造メーカーへと特殊鋼ブルームの販売先を移していった。
2007年に韓国のポスコなどと共同出資で福岡県北九州市若松区に鍛造用鋼塊の製造を行うアジア特殊製鋼株式会社を子会社として設立。2009年10月に工場が完成したがリーマン・ショックによる景気の冷え込みにより本格稼働は2010年9月までずれ込んだ。その後も円高ウォン安などにより受注が激減し、2012年4月6日に破産を申請した。2012年には創業家の奥原征一郎が寿工業の社長を退任。2013年9月には地域経済活性化支援機構の支援を受け再建を図ることとなった。同機構は2015年４月に外部から川口敬一郎を社長として招聘した。2016年2月1日には株式会社広島メタル&マシナリーへ商号変更した。
2017年2月1日付で、特殊鋼ブルームを製造販売する株式会社寿スチール、鋳造製造・機械加工を行う株式会社寿メタルテック、化学系産業機械を製造販売する寿ケムテック株式会社の子会社3社を吸収合併した。
その後、再建の進展に伴い、2017年９月に地域経済活性化支援機構はEXITするにあたり川口社長を中心とした経営陣がMBO（マネジメントバイアウト）を実施した。この際、広島銀行、もみじ銀行、および呉市を中心としたグレーチングメーカーである㈱ダイクレが議決権にない優先株取得により資本面でもバックアップしたが、2019年４月には㈱ダイクレが優先株の普通株への転換権を行使することで、広島メタル＆マシナリーの子会社化を図った。